# Manifestación de personas
La manifestación de personas fu una prerogativa del Justicia de Aragón che consisteva nell'autorità di rivendicare ad un giudice o altra autorità, la consegna di un imputato per evitare che potesse essere torturato, una pratica vietata dai Fueros del Regno d'Aragona. La manifestación de personas era precedente all'habeas corpus del Regno d'Inghilterra, con la quale presentava grande similitudine. 

## Storia
Nel Regno d'Aragona la tortura delle persone era stata abolita nel 1325 dalla Declaratio Privilegii generalis approvata dal re  Giacomo II alle Cortes d'Aragona riunite a Saragozza, con la sola eccezione del reato di contraffazione di moneta commesso da "gente estranea al regno di Aragona, o vagabondi del regno, che non possedevano alcun bene nello stesso, o uomini di vile condizione di vita o di fama." Come scrisse il giurista Miguel del Molino nel 1513. "E questa è una delle grandi libertà di Aragona"
Il divieto fu davvero efficace perché chi possedeva i diritti aragonesi (ricchi uomini, mesnaderos, cavalieri, nobili, onesti cittadini) denominati "Manifestación de personas", precedente all'Habeas Corpus del diritto inglese a cui assomigliava e perseguiva, secondo l'avvocato del XVIII secolo Juan Francisco La Ripa, "liberare la persona detenuta nelle sue prigioni [in quelle dei giudici del regno] dell' oppressione e della tortura o [di] qualsiasi carcere smodato". Il diritto consisteva nel fatto che il Justicia de Aragón poteva ordinare a un giudice o a qualsiasi altra autorità di consegnargli qualsiasi detenuto in modo che nessuna violenza potesse essere commessa contro di lui prima della condanna, e solo dopo essere convinto del reato, lo restituiva alla giustizia la giusta punizione. L'autorità giudiziaria o altro che si fosse rifiutato di consegnare il prigioniero si poneva contro la legge. In questo modo si impediva che il prigioniero venisse torturato. Questo diritto non si applicava ai servi dei signori aragonesi, su cui i padroni avevano giurisdizione assoluta.
Alla fine della dittatura franchista diversi giuristi, e tra questi Francisco Tomás y Valiente, chiesero la sua attuazione come mezzo per evitare che i detenuti, soprattutto quelli accusati di "crimini politici" potessero essere sottoposti a maltrattamenti o torture nelle stazioni di polizia da parte delle polizia franchista.